# Nymphon kurilense
Nymphon kurilense är en havsspindelart som beskrevs av Losina-Losinsky, L.K. 1961. Nymphon kurilense ingår i släktet Nymphon och familjen Nymphonidae. Inga underarter finns listade i Catalogue of Life.